# オオタニワタリ
オオタニワタリ (大谷渡、学名：Asplenium antiquum Makino) は、シダ植物門チャセンシダ科チャセンシダ属に属する日本南部から台湾の森林内の樹木や岩などに着生するシダ植物である。単にタニワタリとも言う。本州南岸以南に分布するが、南では近似種が他にもある。

## 名称
和名オオタニワタリは漢字で「大谷渡」と書き表わされ、本種が谷間のやや湿った樹林内で樹幹や岩上に着生している姿が、「シダが谷を渡っている」と例えられたものとされている。別名でタニワタリとも称される。中国名は「大鱗巢蕨（山蘇花）」、韓国名は「파초일엽」である。

## 分布
日本南部の暖地から台湾にかけて分布する。日本では、伊豆諸島、紀伊半島、九州の南部と西部、南西諸島に分布する。

## 特徴
着生植物で、熱帯や亜熱帯では樹木の幹や枝に付着して成長する。ただし、日本本土など比較的寒冷な地域では岩の上や地上で生育するものが多くなる。茎は短くて直立する。茎の側面はたくさんの根が出て、黒褐色のふわふわしたスポンジ状の固まりとなる。
葉は茎の先端に集中して放射状に配列し、斜め上に伸びるので、全体としてはお猪口のような姿になる。単葉で細長く、先端がとがった広線形で、切れ込みなどはない。主軸はしっかりしていて、褐色に色づく。基部には少し葉柄があって、鱗片が密生する。胞子嚢群は葉の裏側に並ぶ。多数の直線状の胞子嚢群が、葉の先端の方から中程まで葉の幅3分の2から4分の3以上に渡ってつき、多くは一つおきの葉脈ごとに、主軸の両側に主軸から斜め上方向へ平行に並んでいる。
葉がお猪口型になるのは、落ち葉をここに集めて、自分が成長するための肥料とするための適応と考えられる。ここに溜まった落ち葉はやがて腐葉土になり、葉の間から出る根によって保持され、株の成長とともに株の下部に発達する根塊の一部となる。このように、大量の根が樹上に大きなクッション状の構造を作るため、ここに根を下ろして生育する植物も出現する。沖縄ではオオタニワタリやシマオオタニワタリの大株には、必ずと言ってよいほどその下の根の部分から着生性のシダ植物であるシマシシランが多数の葉を垂らしているのを見かける。同様な着生シダのひとつコブランもこのようなところに生育する。また、ここにもぐりこむ昆虫もおり、東南アジアにはこの仲間の根塊にのみ穿孔生活をするクロツヤムシの存在がよく知られている。このように、タニワタリ類の根塊は一つのまとまった生物群集を支えることとなる。

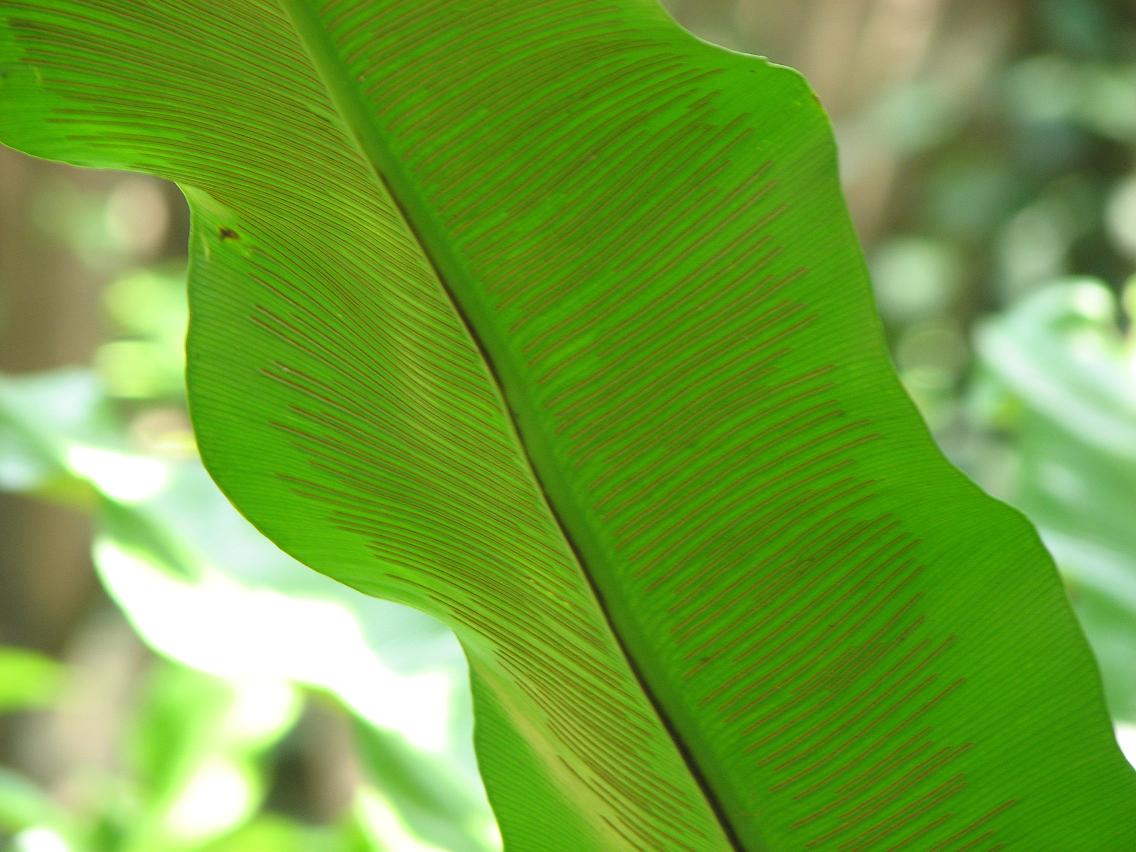
葉の裏側。近縁種と比較して線状の胞子嚢群が長い (八丈島植物公園)
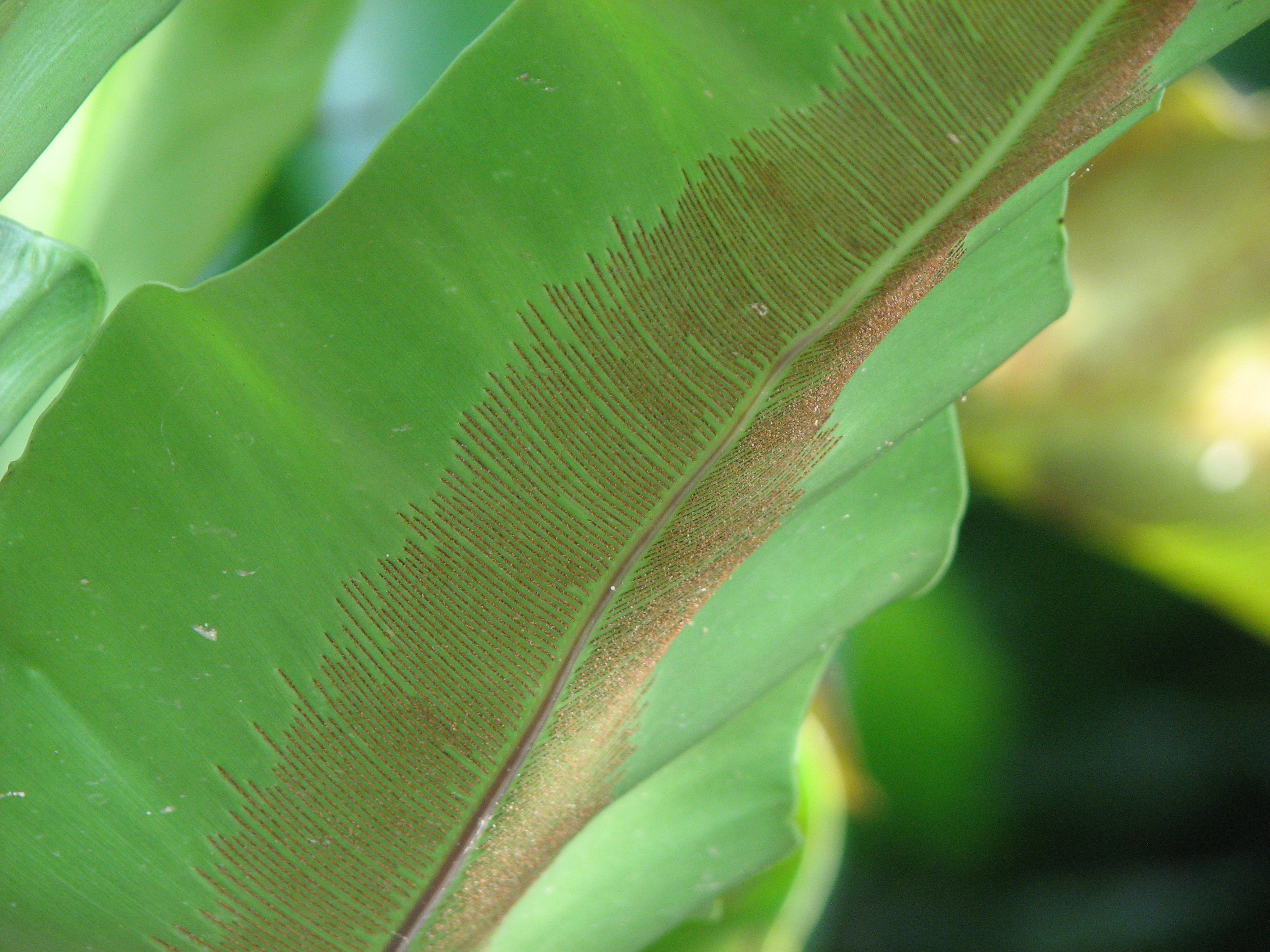
（比較対象） ヤエヤマオオタニワタリの葉の裏側。 胞子嚢群が短い （西表島）
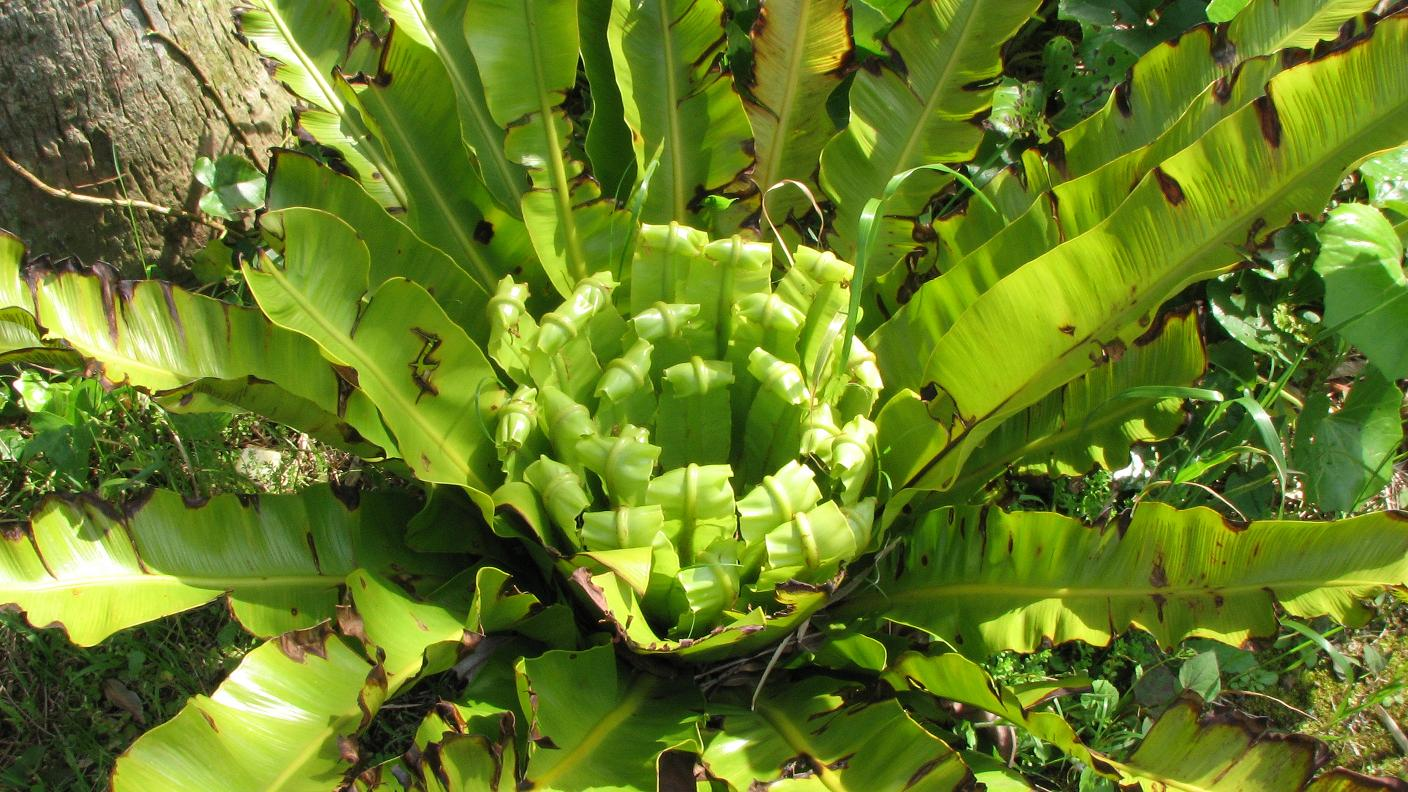
新芽の多い個体 (八丈島植物公園)
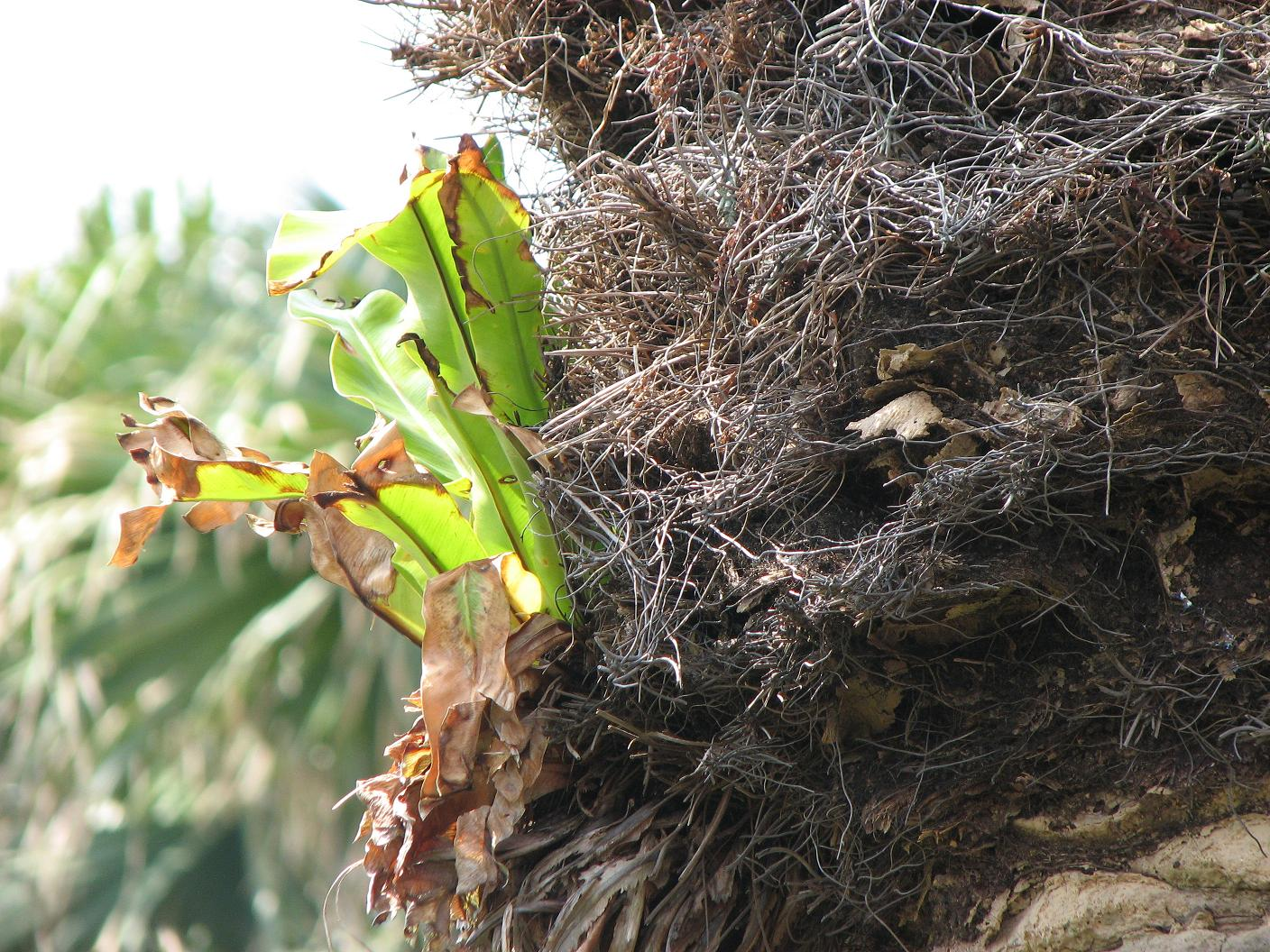
シュロに着生している状態

### 絶滅危惧種
日本本土での生育地のように冬季に冷涼な場所では生育や繁殖の速度が遅く、山林の減少や園芸目的などの採集圧により減少を続けている。
近縁種のシマオオタニワタリとともに絶滅危惧IB類 (EN)（環境省レッドリスト）に指定されているほか、各県のレッドデータブックでは、かつて四国地域で生育地が認められていた高知県、徳島県で「野生絶滅」、東京都(小笠原諸島)、三重県、和歌山県、宮崎県、熊本県、長崎県、福岡県において「絶滅危惧I類」、鹿児島県、沖縄県で「絶滅危惧II類」に指定されている。
三重県・紀北町の生育地
本種の最北の分布地で、黒潮の影響で温暖な気候の大島（紀北町）に一か所知られるのみである。大島は三重県紀北町の無人島であり、全島が暖地性の原生林となっている。大島暖地性植物群落として国指定の天然記念物に指定されており、林内の樹木や岩に着生する。また、三重県内に生育する絶滅のおそれのある植物種として「三重県指定希少野生動植物種」にも指定されており、県から手厚い保護を受けている。かつて熊野灘沿岸部にも生育が認められたが現在は絶滅している。
和歌山県・稲積島暖地性植物群落
和歌山県すさみ町沖合いにある稲積島（いなづみじま）は無人島であり、全島にわたり暖地性の原生林が残る。天然記念物に指定されている。本島の個体がかつては分布の北限であったが、現在は絶滅しており、人工的な補植活動が行われている。
長崎県
長崎県の離島には本種が生育する暖地性の植物群落が多く残り、権現山原生林、男女群島など各所が、天然記念物に指定されている
南西諸島
近縁種のシマオオタニワタリおよびヤエヤマオオタニワタリが多く、本種は極めて少ない。

## 近縁種
日本には、本州南岸以南に分布し、3種ほどを区別するが、区別は難しく、種の範囲についても疑問が多い。近年、分子生物学的手法による再分類が行われている。
シマオオタニワタリ (A. nidus L.)
沖縄本島、奄美群島、台湾、東南アジアに生育する。オオタニワタリと比較し、胞子嚢群が中肋から葉の縁までの中ほどにしか達しない点で判別が可能であるが、中間的な形態を持つ場合もあり、見た目だけでの判別は難しい。オオタニワタリと同様に絶滅危惧IB類 (EN)（環境省レッドリスト）に指定されている。
大東諸島に生育していた株は、かつてシマオオタニワタリまたはリュウキュウトリノスシダと分類されていたが、ヤエヤマオオタニワタリであると確認された。
台湾では食材として農家が栽培している。
森林の樹上や岩上に着床しており、根茎は塊状で直立している。葉は長さ1 - 1.5 mにもなり、単葉で放射状に広がる。胞子嚢群は葉の幅2分の1から3分の1の間にかけて、主脈から始まって葉脈沿いに細長く伸びて多数並んでいる。
よく栽培される園芸品種にアビス（‘Avis’）があり、葉が短くて上半分の葉幅が広く、全体に丸みを帯びる。園芸界でプリカツム（ver. Plicayum）と呼ばれている変種は、葉にひだが入って美しい姿をしている。
栽培では、冬越しに最低8 - 10度は必要となる。根茎が大きくなることから、根が鉢の上から出てくるときがあるので、植え替えの際は根茎の下部を取り除く必要がある。胞子繁殖が一般的であるが、家庭などではやや困難である。病害虫として新葉にナメクジがつきやすい。
リュウキュウトリノスシダ (A. austrasicum (J. Sm.) Hook.)
台湾、東南アジア、オーストラリアに生育。台湾では食材として農家が栽培している。かつて琉球列島にも生育すると言われていたが、DNA配列がタイプ株であるオーストラリアの本種株と比較して遺伝的な隔たりが大きく、現在はヤエヤマオオタニワタリ(A. setoi)に分類されている。
ヤエヤマオオタニワタリ(A. setoi)
先島諸島に多く、林床や林内の木の幹に着生している姿が多く見られる。繁殖力が強く、人家の庭にも多く植えられている。新芽は食用とされる。
コタニワタリ (A. scolopendrium L.)
葉柄が長く、葉身の基部がハート形になる小型種で、むしろ温帯の植物である。森林の地上に生え、分布は北半球の温帯全域にわたる。
ヒメタニワタリ (A. cardiophyllum (Hance) Baker)
さらに小型で、葉全体がハート形をなし、茎は横に這う。日本では、小笠原諸島の母島と大東諸島の北大東島のみに生育する。現在は生息個体数が減少しており、農林水産省、国土交通省、環境省により、保護増殖事業が行われている。

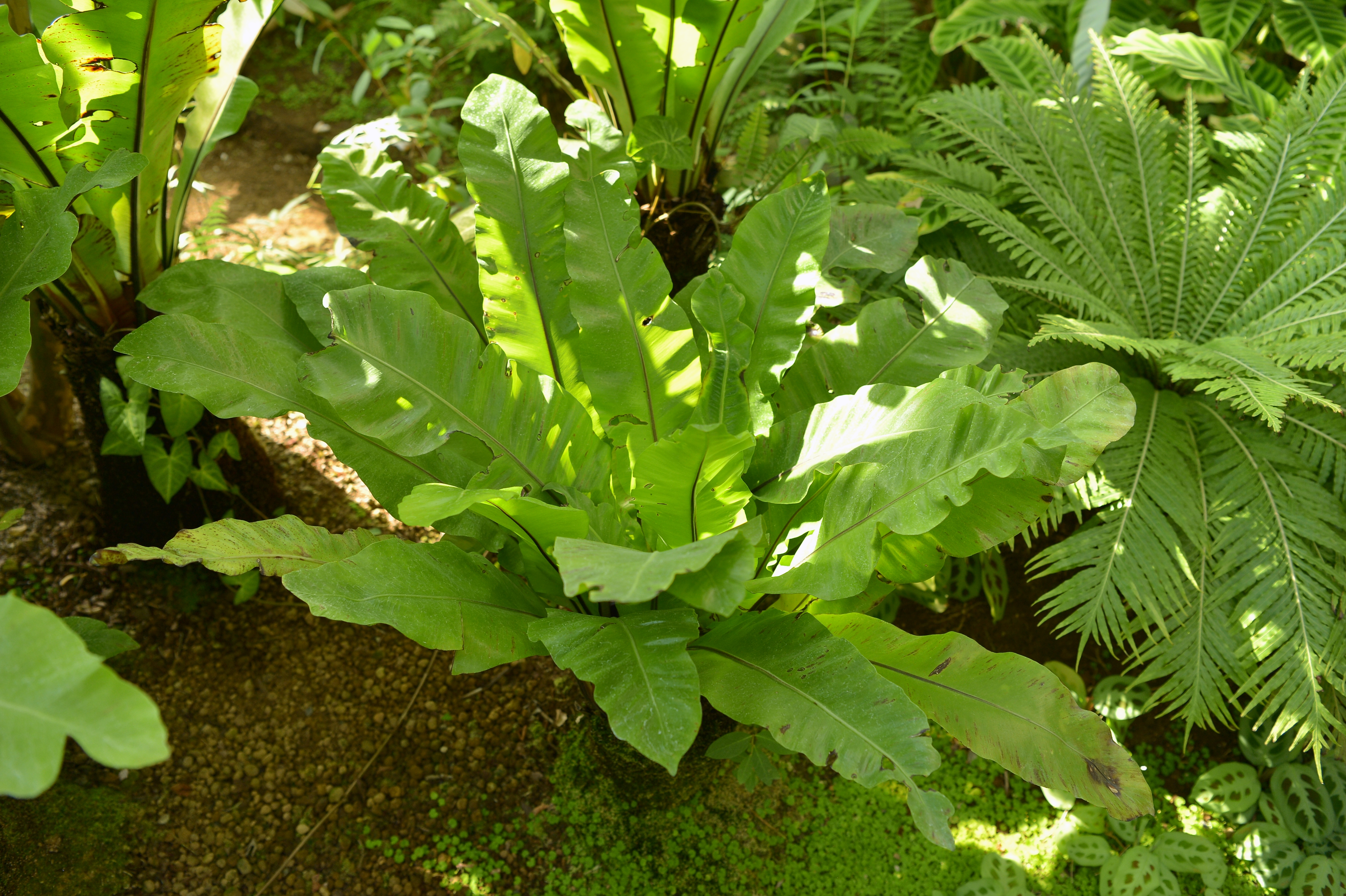
シマオオタニワタリ（茨城県植物園）
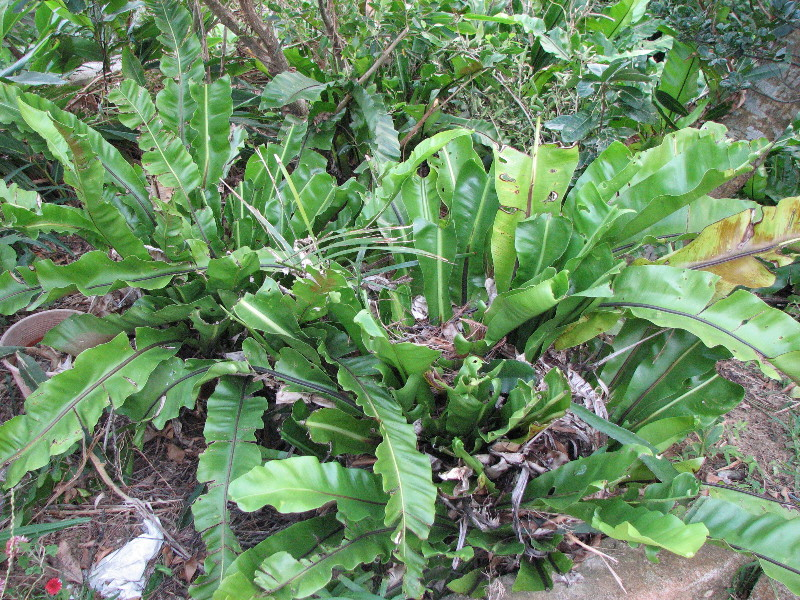
ヤエヤマオオタニワタリ（新芽部分は摘去されている。西表島）
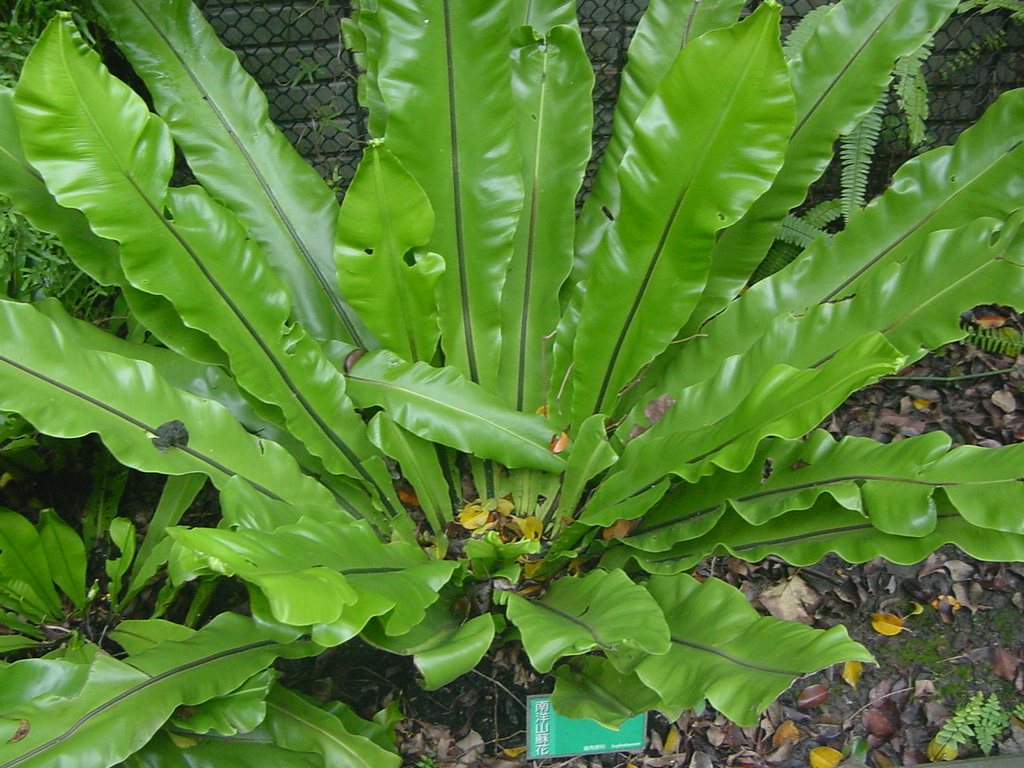
リュウキュウトリノスシダ（台湾台中市）
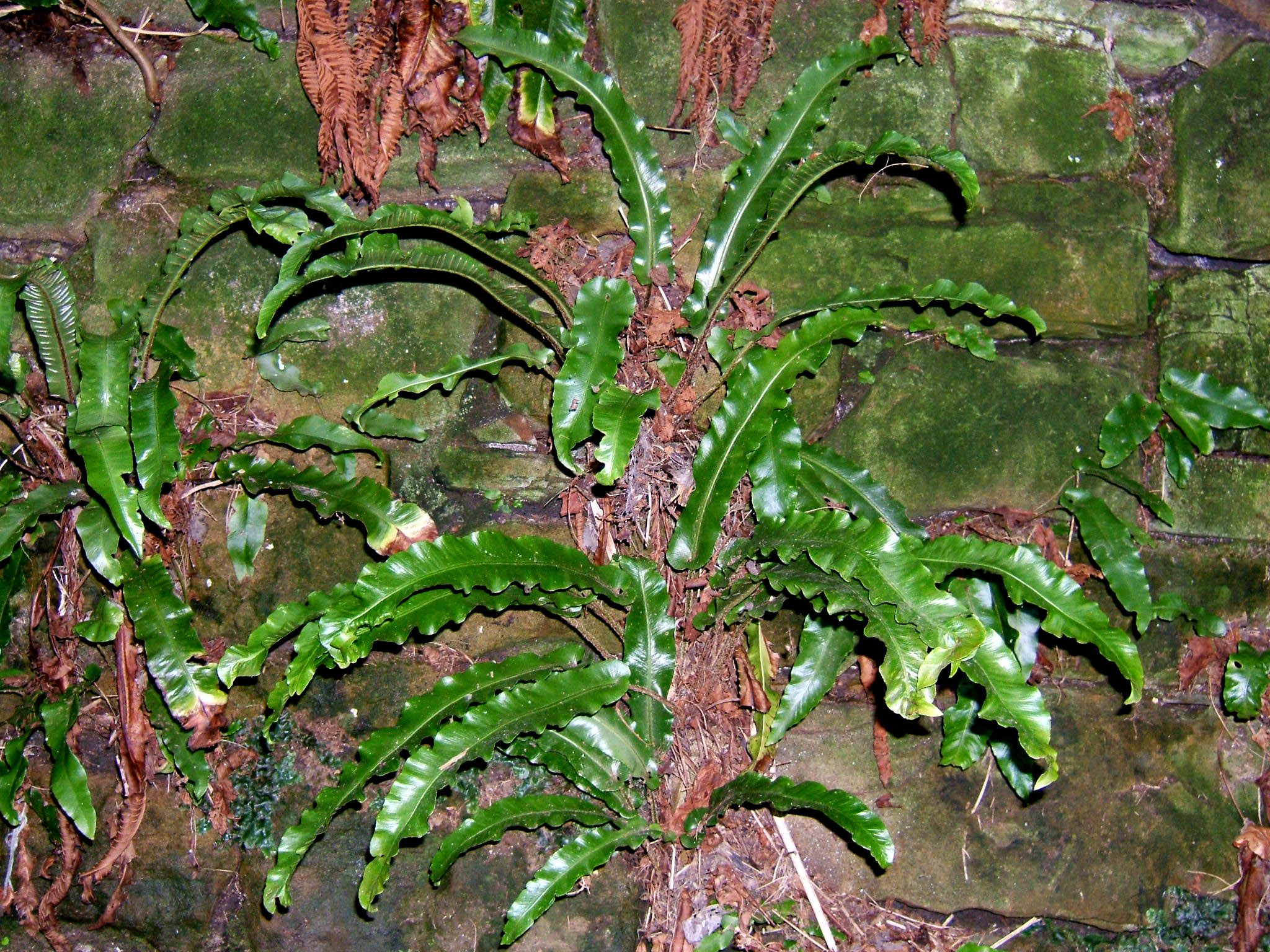
コタニワタリ（イギリス産）

## 利用

### 観葉植物
大型の葉を生け花に使ったり、鉢植えなどの園芸用に、主に観葉植物として利用されており、大柄で見栄えのする姿であるため、栽培されることも多い。欧米でも Bird's nest fern （鳥の巣シダの意）と呼ばれて人気がある。海外で栽培されるのはシマオオタニワタリの場合が多いとのこと。ただし、それが目的で乱獲され、そのために激減している地域もある。和歌山県の南部海岸沿いには、何カ所かの自生地があるが、大抵の土地で自生株がほとんど残っていない。栽培するための乱獲が原因である。地元では栽培を続けているところもあるので、それを元の自生地に植え戻す活動も盛んに行なわれているが、盗掘も後をたたず、いたちごっこの様相を呈している。その一方で、沖縄諸島以南で多いヤエヤマオオタニワタリ (Asplenium setoi) は、生活圏から山林までの間に普通に見られ、繁殖力が旺盛で、数を減らすことはあまりない。
観葉植物としては海外の近似種も持ち込まれている。なお、コタニワタリも欧米では栽培種として人気がある。

### 食材ほか

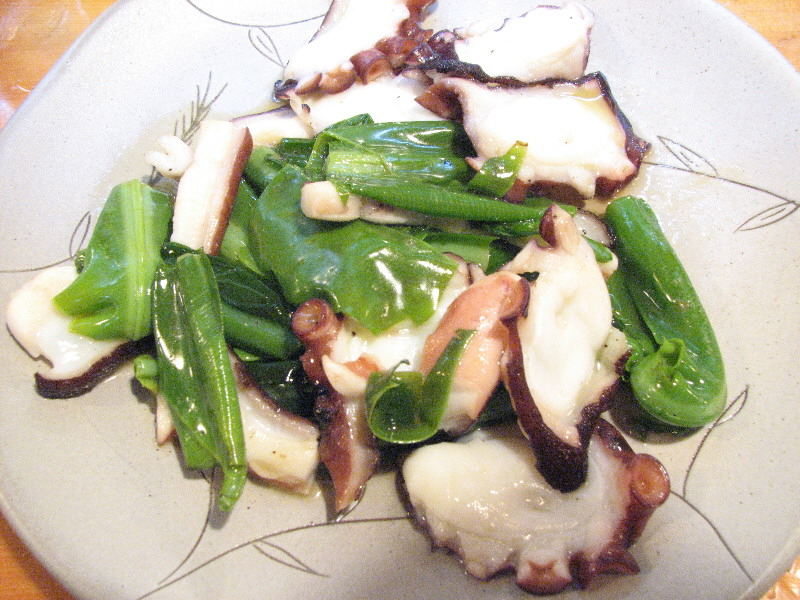
ヤエヤマオオタニワタリの新芽とタコの炒め物

茎から出た新芽を食用にする。茹でることで緑色が鮮やかになり、コリコリした食感がある。主に炒め物や煮物、天ぷらになどに用いる。
近縁種のヤエヤマオオタニワタリの新芽は、特に八重山諸島で多く食用とされる。そのまま天麩羅にするとおいしい。八重山ではチャンプルーの具材に用いられることもある。
台湾では、主にシマオオタニワタリ（中国語：台灣山蘇花）やリュウキュウトリノスシダ（中国語：南洋山蘇花）の新芽を「山蘇」（シャンスー、shānsū）と称して、ニンニク、梅干など好みの調味料と炒め物にして食べる事が多く、食用に広く栽培されている。
伊豆の青ヶ島で青ヶ島酒造が生産している「青酎」ブランドの焼酎には、炒った大麦にオオタニワタリの葉をかぶせて麹を定着・発酵させる過程がある。